# Gunungtandala
Gunungtandala is een bestuurslaag in het regentschap Kota Tasikmalaya van de provincie West-Java, Indonesië. Gunungtandala telt 8301 inwoners (volkstelling 2010).